# Elina Bystrítskaya
Elina Avraámovna Bystrítskaya (en ruso: Эли́на Авраа́мовна Быстри́цкая; Kiev, 4 de abril de 1928-Moscú, 26 de abril de 2019) fue una actriz de teatro, cine y televisión, profesora de arte dramático y cantante soviética y rusa. Es considerada una de las actrices más destacadas de la industria cinematográfica soviética y rusa. Su carrera abarcó más seis décadas tiempo durante el cual participó en más de cien actuaciones entre obras de teatro y películas de cine y televisión. Es especialmente recordada por su papel de Aksinya en la película soviética de 1958, El Don apacible, basada en la novela homónima de Mijaíl Shólojov. 

## Biografía

### Infancia y juventud
Elina Bystrítskaya nació el 4 de abril de 1928 en Kiev en el seno de una familia judía. Su padre, el teniente coronel Avraam Petróvich Bystritski, era un médico militar en Kiev, su madre, Esther Isáakovna, era administradora médica. Cuando era niña, vivía con sus padres en Kiev en la casa de la abuela de su padre en la calle Karaváevskaya, n.º 1, pero justo antes de la guerra, su padre fue trasladado a Nizhyn, donde estaba a cargo de los servicios sanitarios de la estación epidemiológica y se dedicaba a trabajos científicos.
Durante la Gran Guerra Patria, y debido al avance alemán, fue evacuada a Astracán, donde estudió en cursos de enfermería y desde los 13 años trabajó como enfermera y asistente de laboratorio en el hospital de evacuación móvil de primera línea N.º 3261, primero en Aktiúbinsk, luego en Stálino y Odesa, donde vivía con su madre (que trabajaba en el mismo hospital) y su hermana. En noviembre de 1944, regresaron a Nizhyn donde, después de la Victoria, se les unió su padre, quien había servido en el ejército durante la guerra y luego en hospitales de primera línea.
En 1945, ingresó en la escuela de obstetricia y paramédicos de Nizhyn (actualmente la Facultad de Medicina de Nizhyn), donde se graduó en 1947 y, en el mismo año, se fue con su familia a Dresde (Alemania Oriental), donde enviaron a su padre. De allí, su padre fue trasladado a Vilnius (RSS de Lituania), y Elina y su hermana regresaron a Nizhyn. A fines de la década de 1940, donde comenzó a participar en actuaciones de aficionados. Siguiendo su viejo sueño de la infancia de convertirse en actriz, ingresa en una clase de ballet de una escuela de música. Su primera actuación en el escenario del teatro dramático de Nizhyn en la obra «Marusia Boguslavka», donde bailó una danza oriental, confirmó aún más su decisión de convertirse en actriz.
Sin embargo, por insistencia de su padre que no deseaba que su hija se convirtiera en actriz, en 1947, ingresó en la facultad de filología de la Universidad Estatal  Nikolái Gógol de Nizhyn. Un año después, dejó los estudios y se mudó con su abuela a Kiev donde entró en el departamento de actuación del Instituto de Arte Teatral de Kiev en el curso impartido por Alekséi Oléinik, en donde se graduó en 1953. Durante sus estudios, trabajó como asistente del ilusionista Emil Kio.

### Carrera
El 18 de septiembre de 1953, se incorporó al elenco del Teatro Dramático Ruso de Lituania, donde el 14 de noviembre hizo su debut en el papel principal en la obra Tanya del dramaturgo ruso Alekséi Arbúzov. El 28 de enero de 1956, abandonó el teatro por voluntad propia. Entre 1956 y 1958, trabajó como actriz en el Teatro Dramático Pushkin de Moscú.
Entre 1958 y 2012, trabajó para la compañía del Teatro Maly ("pequeño teatro"), primero bajo contrato, y desde marzo de 1959 como miembro de la plantilla. Su debut en el teatro fue en el papel de Lady Windermere en la obra El abanico de Lady Windermere de Oscar Wilde (1959). Luego, en 1965, interpretó a la Sra. Erlene en la misma obra. En 1998, trabajó en el Teatro Dramático de Moscú que lleva el nombre de María Yermólova.

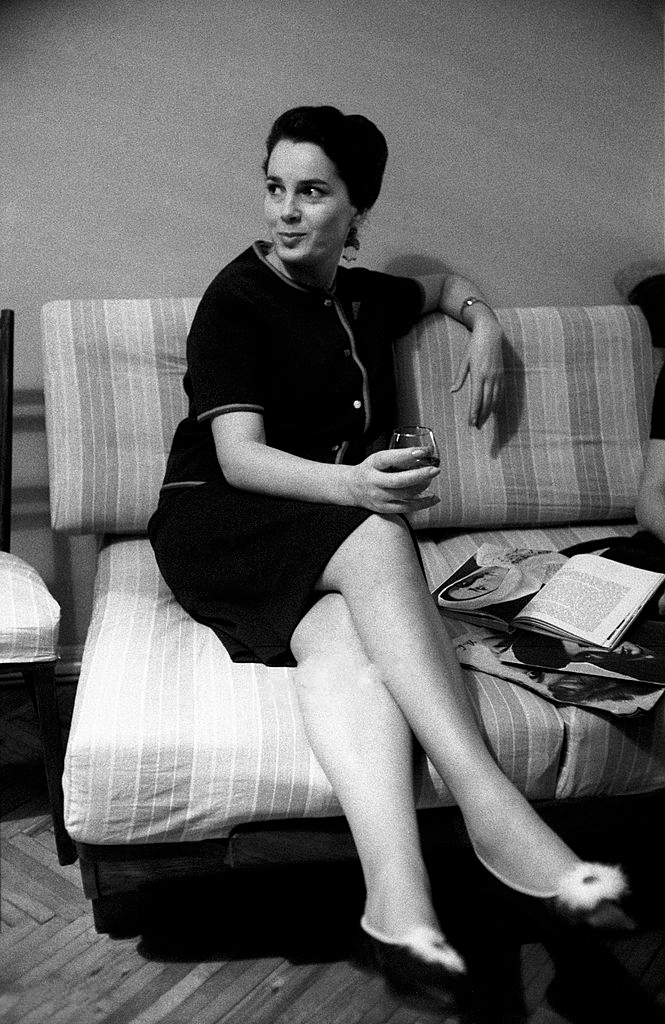
Elina Bystrítskaya en 1964

Hizo su debut cinematográfico en la película En días pacíficos (В мирные дни; 1950) donde interpretaba el papel de Lena Alekséienko, posteriormente actuó en la película Historia inconclusa (Неоконченная повесть; 1953) de Serguéi Bondarchuk y Frídrij Érmler, una película arquetípica del realismo socialista. Otras destacadas películas en las que participó fueron Voluntarios (Dobrovoltsy; 1958), Todo queda para la gente (Vsyo ostaiotsya liúdyam; 1963).  
Sin embargo, es especialmente recordada por su papel de Aksinya en la película El Don apacible (Тихий Дон; 1958) del director Serguéi Guerásimov basada en la novela homónima del escritor soviético Mijaíl Shólojov, sobre los cosacos del Don durante la Primera Guerra Mundial, la Revolución Rusa y la Guerra Civil Rusa. Bystrítskaya fue elegida personalmente por Shólojov, para interpretar el papel de Aksinya sobre otros candidatos más conocidos, en particular Nonna Mordiukova. Posteriormente, recordaría que: «Hubo un gran número de cartas de la audiencia. Pero una carta, recuerdo, fue bastante especial: un mensaje de treinta ancianos de los cosacos del Don en el que pedían que me cambiara el nombre por "Aksinya Donskaya"» (es decir, Aksinya del Don).
Desde finales de la década de 1960, sus apariciones en la pantalla se hicieron esporádicas, puesto que consideraba que los papeles que le ofrecían no eran lo suficientemente serios, centrándose principalmente en el teatro. Regresó a las pantallas a principios de la década de 1990, con varios papeles secundarios en varias películas de la época de la perestroika como Siete días tras el asesinato (Sem dney posle ubiystva; 1991), Mozos valientes (Bravye parni; 1993) o Gira de despedida (Прощальные гастроли; 1992). Su última aparición en la gran patalla fue en la película épica rusa de 2005 Saga de los antiguos búlgaros (Сага древних булгар) donde interpretaba el papel de la Princesa Olga.
A partir de 1978, se dedicó a la docencia en la Escuela Superior de Teatro que lleva el nombre de Mijaíl Schepkin, también enseñó en el Instituto ruso de arte teatral (GITIS) que lleva el nombre de A. V. Lunacharski.
Actuó en conciertos, incluso como solista, donde recitaba poesía y prosa, cantaba romances, canciones populares rusas, canciones de los años de la guerra, etc. A partir de 2010, colaboraba con el Conjunto Académico de Folklore Ruso del Estado llamado «Rusia».

### Actividad social

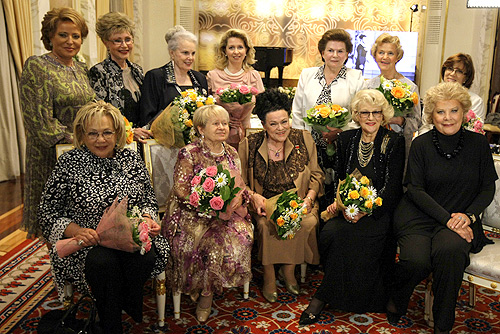
Reunión de varias personalidades rusas con motivo del aniversario de la cantante Liudmila Zýkina, 10 de junio de 2009

Desde 1975, y durante 17 años dirigió la Federación de Gimnasia Rítmica de la URSS, la comisión militar-patriótica de la Sociedad de Teatro de toda Rusia (ahora Unión de Trabajadores del Teatro de la Federación de Rusia), fue miembro del Comité Antisionista de la Sociedad Soviética (AKSO), presidente honorario de la Federación de Billar, miembro del Consejo de Cultura bajo la presidencia de la Federación de Rusia, fundadora y presidenta de la Fundación Caritativa para el Apoyo de la Cultura y el Arte, así como profesora y académica de varios academias.
Elina Bystrítskaya murió el 26 de abril de 2019 a los 91 años de edad en Moscú después de un larga enfermedad y fue enterrada en el cementerio Novodévichi de la capital moscovita.

## Filmografía

### Películas
| Año  | Título original                  | Título en español                | Papel                                 | Notas                                              |
| ---- | -------------------------------- | -------------------------------- | ------------------------------------- | -------------------------------------------------- |
| 1950 | В мирные дни                     | En días pacíficos                | Lena Alekséienko                      |                                                    |
| 1951 | Тарас Шевченко                   | Tarás Shevchenko                 |                                       |                                                    |
| 1954 | «Богатырь» идёт в Марто          | «Bogatyr» va a Marteau           | Zhenya Serguéieva, operadora de radio |                                                    |
| 1955 | Неоконченная повесть             | Historia inconclusa              | Elizaveta Maksímovna                  |                                                    |
| 1958 | Тихий Дон                        | El Don apacible                  | Axinia                                | Basada en la novela de Mijaíl Shólojov             |
| 1958 | Добровольцы                      | Voluntarios                      | Lyolya                                |                                                    |
| 1960 | Русский сувенир                  | Recuerdo ruso                    | María Pandora (Bárbara) Montezi       |                                                    |
| 1963 | Всё остаётся людям               | Todo queda para la gente         | Ksenia Rumiántseva                    |                                                    |
| 1964 | Негасимое пламя                  | Llama inextinguible              | Glasha                                |                                                    |
| 1966 | Дачники                          | Los veraneantes                  | Yulia Filíppovna Súslova              |                                                    |
| 1967 | Николай Бауман                   | Nikolái Bauman                   | Andréieva                             |                                                    |
| 1990 | Московский полицейский Каминский | Policía de Moscú Kaminski        | Ivánovna                              |                                                    |
| 1991 | Семь дней после убийства         | Siete días después del asesinato | Kira Aleksándrovna                    |                                                    |
| 1992 | Прощальные гастроли              | Gira de despedida                | Pasajera del tren                     |                                                    |
| 1993 | Бравые парни                     | Mozos valientes                  | Nadezhda, esposa de Cherednichenko    |                                                    |
| 2004 | Сага древних булгар              | Saga de los antiguos búlgaros    | Princesa Olga                         | Primera parteː La escalera de Vladímir el Sol Rojo |
| 2005 | Сага древних булгар              | Saga de los antiguos búlgaros    | Princesa Olga                         | Segunda parteː La leyenda de Santa Olga            |
| 2006 | Возвращение Мухтара              | El regreso de Mujtar             | Alina Stanislávovna                   |                                                    |

### Televisión
| Año  | Título original                      | Título en español                    | Papel                         | Notas |
| ---- | ------------------------------------ | ------------------------------------ | ----------------------------- | ----- |
| 1973 | Волки и овцы                         | Lobos y ovejas                       | Glafira                       |       |
| 1974 | Дом Островского                      | Casa de Ostrovski                    | Glafira                       |       |
| 1974 | Старик                               | El viejo                             | Sofía Márkovna                |       |
| 1976 | Признание                            | Confesión                            | Anastasia                     |       |
| 1978 | Бешеные деньги                       | Dinero loco                          | Lydia                         |       |
| 1983 | Фома Гордеев                         | Fomá Gordéiev                        | Pelagueya                     |       |
| 1985 | Без вины виноватые                   | Culpable sin culpa                   | Kruchínina                    |       |
| 2002 | Горе от ума                          | La desgracia de ser inteligente      | Jlestova                      |       |
| 2008 | Любовный круг                        | Círculo de amor                      | Campeona de Lady Kitty-Cheney |       |
| 2008 | На всякого мудреца довольно простоты | Suficiente sencillez para todo sabio | Sofía Ignátievna Turúsina     |       |

## Premios y reconocimientos

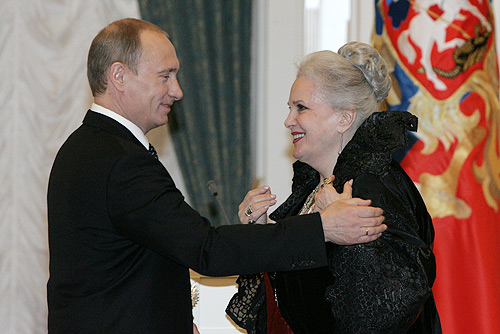
El Presidente de la Federación de Rusia Vladímir Putin entrega a Elina Bystrítskaya la Orden al Mérito por la Patria de 1.ª Clase, 29 de abril de 2008

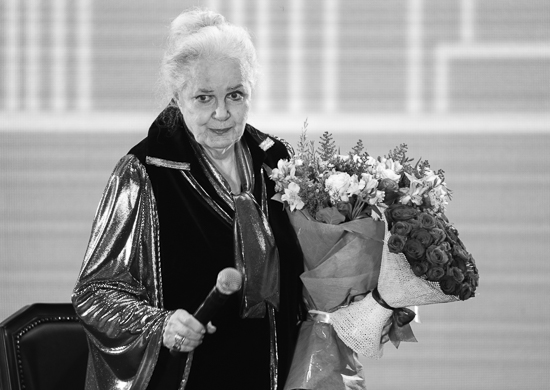
Elina Bystrítskaya en 2015

A lo largo de su dilatada carrera Elina Bystrítskaya recibió las siguientes condecoraciones en reconomimiento de su trabajo y dedicaciónː
- Orden al Mérito por la Patriaː
  - 1.ª clase (4 de abril de 2008): por sus destacadas contribuciones al desarrollo de las artes teatrales y cinematográficas nacionales y por sus muchos años de actividad creativa.
  - 2.ª clase (1 de abril de 1998) - por su destacada contribución al desarrollo de la cultura y el arte nacionales.
  - 3.ª clase (11 de octubre de 2018): por su destacada contribución al desarrollo de la cultura y el arte nacionales, muchos años de actividad productiva.
- Orden de la Revolución de Octubre
- Orden de la Guerra Patria, 2.ª clase (1985)
- Orden de la Bandera Roja del Trabajo (4 de noviembre de 1974)
- Orden de la Insignia de Honor, dos veces (1960, 1967)
- Artista de Honor de la RSFS de Rusia (1964)
- Artista del Pueblo de la URSS (1966)
- Artista del Pueblo de la RSS de Georgia (1978)
- Artista del Pueblo de la RSS de Azerbaiyán
- Artista del Pueblo de la RSS de Kazajistán
- Premio Estatal de la Federación de Rusia en el campo de la cultura (2006)
- Medalla al Trabajador Veterano
- Medalla por la Victoria sobre Alemania en la Gran Guerra Patria 1941-1945
- Medalla Conmemorativa por el Centenario del Natalicio de Lenin
- Medalla Conmemorativa del 20.º Aniversario de la Victoria en la Gran Guerra Patria de 1941-1945
- Medalla Conmemorativa del 30.º Aniversario de la Victoria en la Gran Guerra Patria de 1941-1945
- Medalla Conmemorativa del 40.º Aniversario de la Victoria en la Gran Guerra Patria de 1941-1945
- Medalla Conmemorativa del 50.º Aniversario de la Victoria en la Gran Guerra Patria de 1941-1945
- Medalla Conmemorativa del 60.º Aniversario de la Victoria en la Gran Guerra Patria de 1941-1945
- Medalla Conmemorativa del 65.º Aniversario de la Victoria en la Gran Guerra Patria de 1941-1945
- Medalla Conmemorativa del 850.º Aniversario de Moscú
- Medalla de Zhúkov